# Breathless (singel)
Breathless – singel zespołu X wydany w 1983 roku przez firmę Elektra Records.

## Lista utworów
1. Breathless
2. Riding with Mary

## Skład
- Exene Cervenka – wokal
- Billy Zoom – gitara
- John Doe – wokal, gitara basowa
- D.J. Bonebrake – perkusja